# Ongul Oki-no-sima
Ongul Oki-no-sima (japanisch オングル沖の島 ‚Insel vor Ongul‘) ist eine kleine Insel vor der Prinz-Harald-Küste des ostantarktischen Königin-Maud-Lands. Sie liegt am westlichen Ende der Teøyane in der Inselgruppe Flatvær.
Norwegische Kartographen kartierten sie 1946 anhand von Luftaufnahmen der Lars-Christensen-Expedition 1936/37. Japanische Wissenschaftler benannten sie 1994.